# Порта-Нігра
По́рта Ні́гра (лат. Porta Nigra — «чорна брама») або Порта Мартіс (лат. Porta Martis — Брама Марса) — найбільша й найкраще збережена антична міська брама у світі, входить до списку об'єктів Світової спадщини ЮНЕСКО та є символом міста Трір (Німеччина).

## Історія
Порта Нігра була споруджена близько 180 року, й за часів Римської імперії вона правила північною міською брамою Тріра. Назва Порта Нігра відома з середньовічних джерел. Вважають, що походження назви пов'язане з потемнінням кордельського пісковику, з якого збудована споруда, що відбулося внаслідок ерозії. Назви Порта Нігра та Порта Мартіс вперше згадуються у творі XII століття «Ґеста Треверорум» (лат. Gesta Treverorum). 
Висота брами становить 29,3 м. Світлі пісковикові квадратні камені вагою до 6 тонн римляни з великою точністю розпилювали бронзовими пилами, які приводилися в рух млиновим колесом. Потім кам'яні блоки піднімали на дерев'яних лебідках і з'єднували залізними скобами, після чого рідким оловом закріплювали на стіні.
У середньовіччі в каменях було пророблено отвори, з метою дістати металеві скоби й використати їх для іншого будівництва. Більшість цих отворів видно донині: місцезнаходження скоб можна визначити за слідами іржі на каменях. Окрім того, Порта Нігра в середньовіччі не зазнала змін. З 1028 року тут мешкав Симеон Трірський, грецький відлюдник, чернець єгипетського монастиря Святої Катерини. Браму за його бажанням було замуровано. Незабаром після його смерті 1035 року його канонізували, й на його честь Порту Нігру перебудували на двокупольну церкву Святого Симеона. Церква проіснувала до захоплення Тріра французами; 1804 року Наполеон розпорядився прибрати всі церковні прибудови й повернутися до первісного римського варіанту. Нині від церковних споруд збереглася лише східна апсида XII століття.
Пам'ятка відкрита для відвідувачів; є можливість піднятися нагору й оглянути звідти як Порту Нігру, так і краєвид міста Тріра.

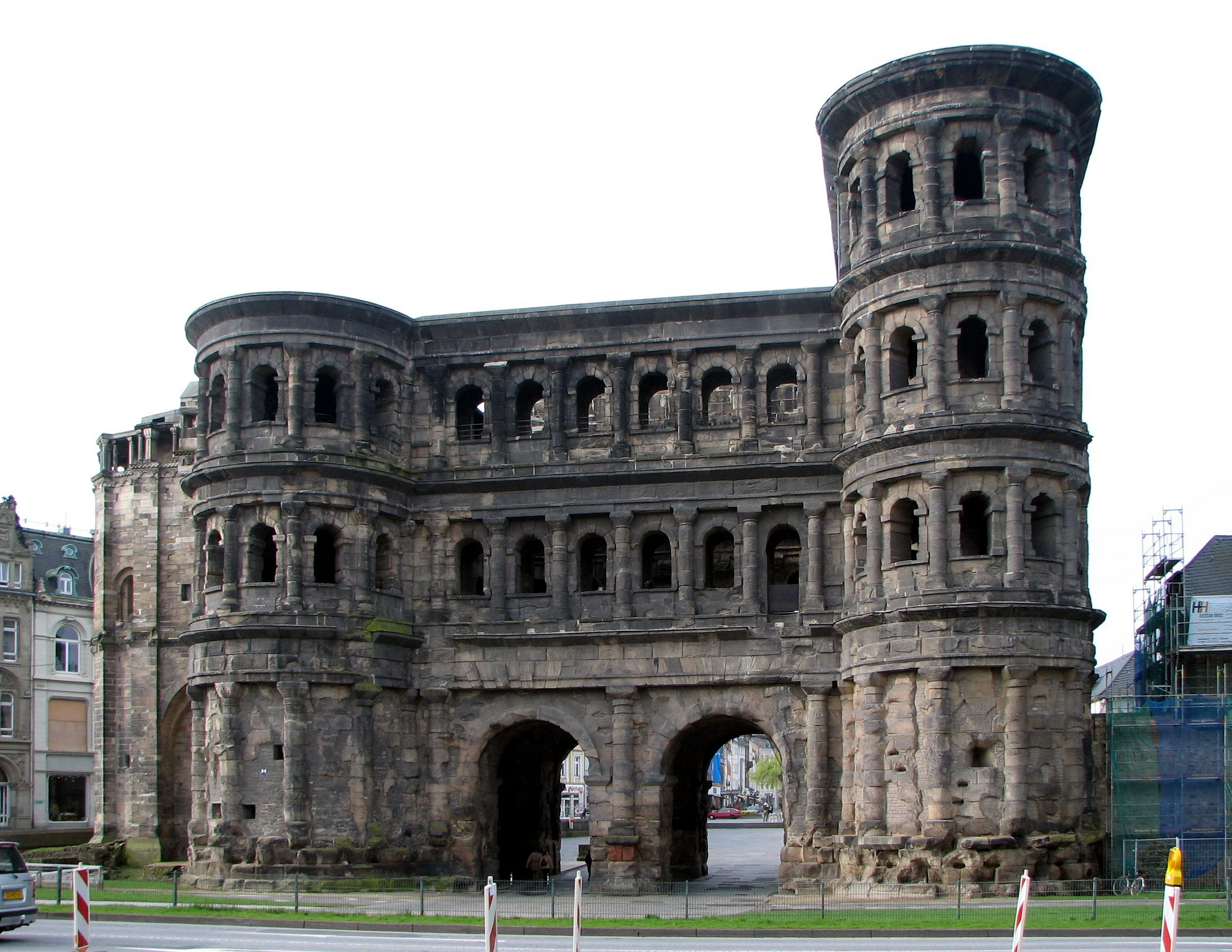
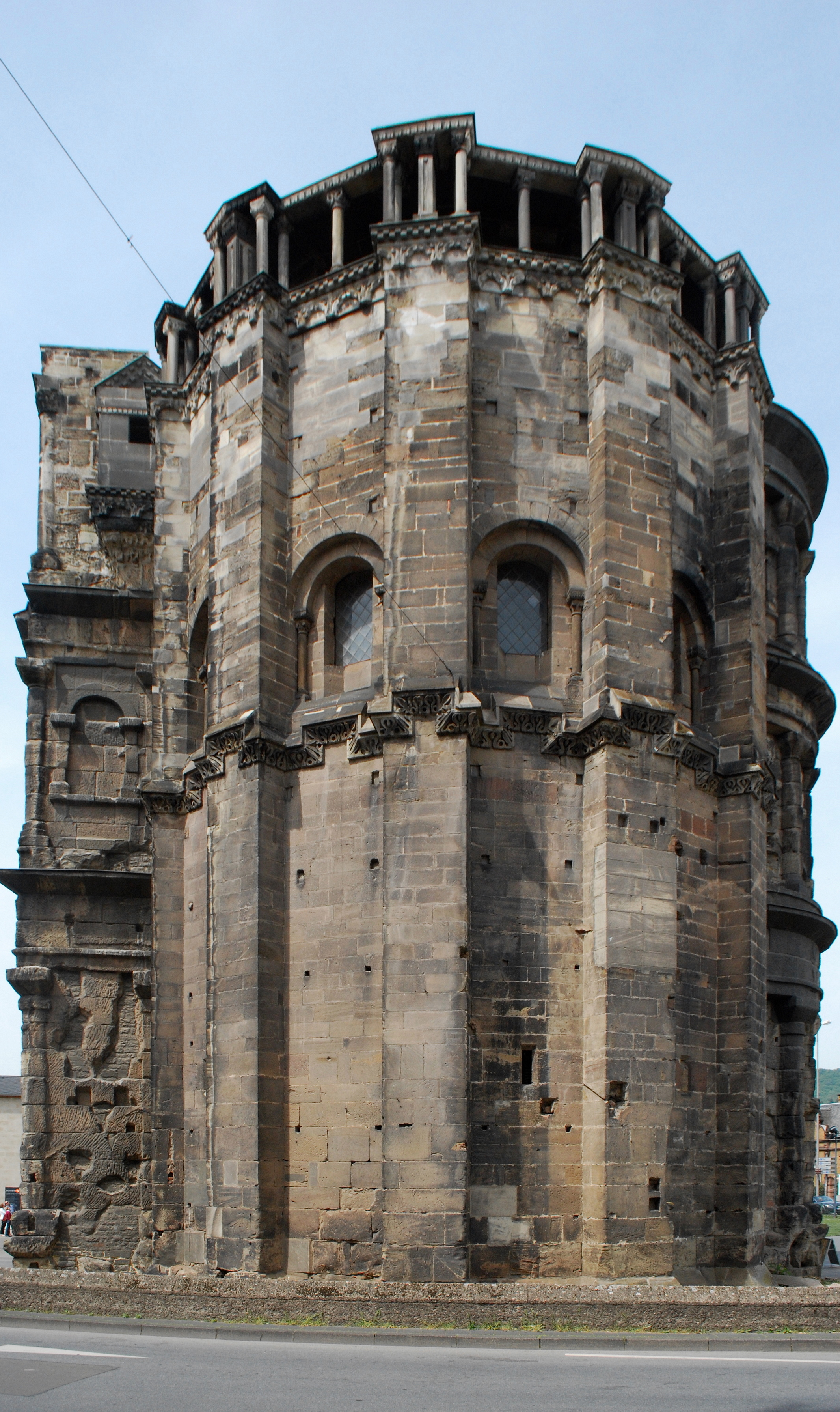
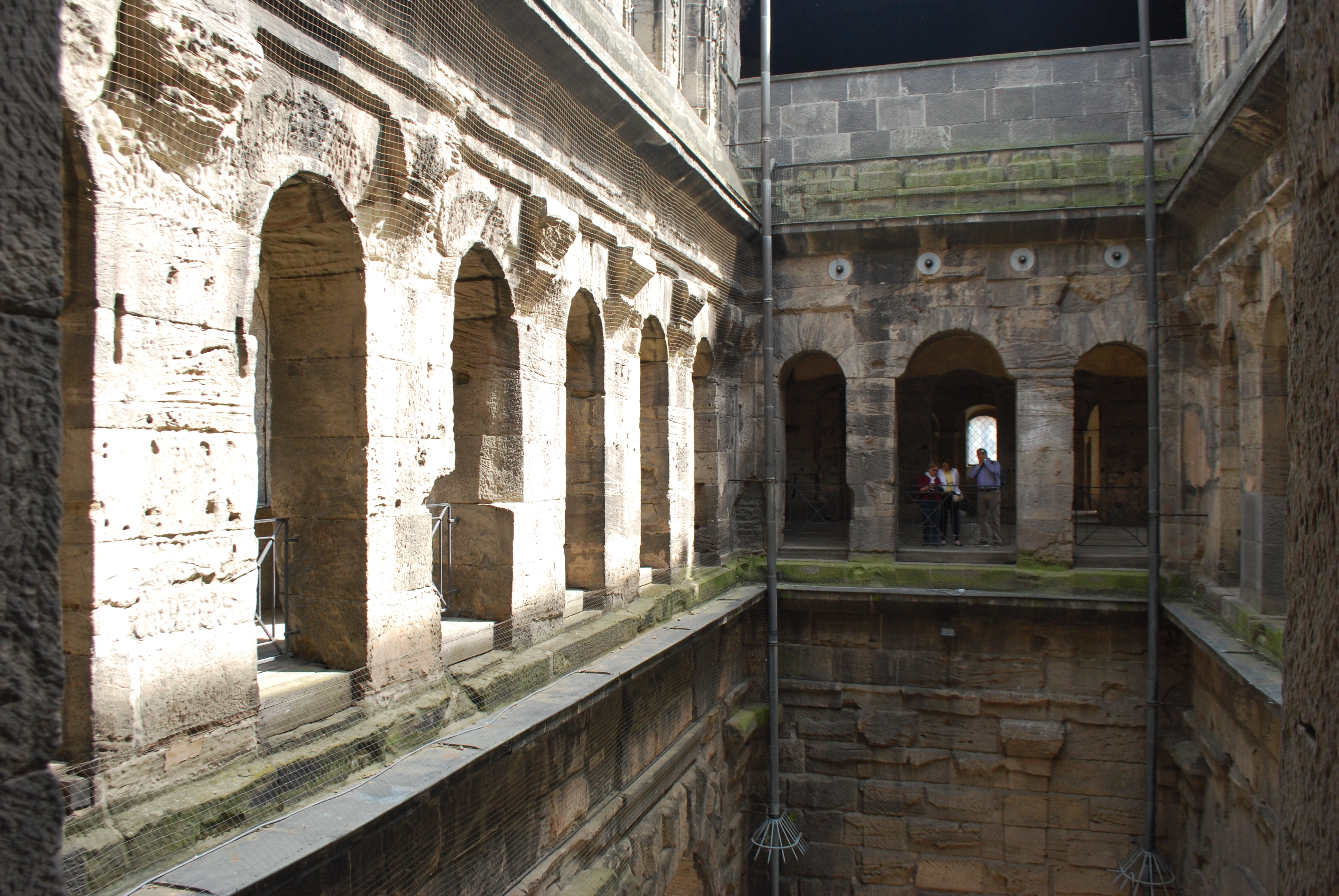
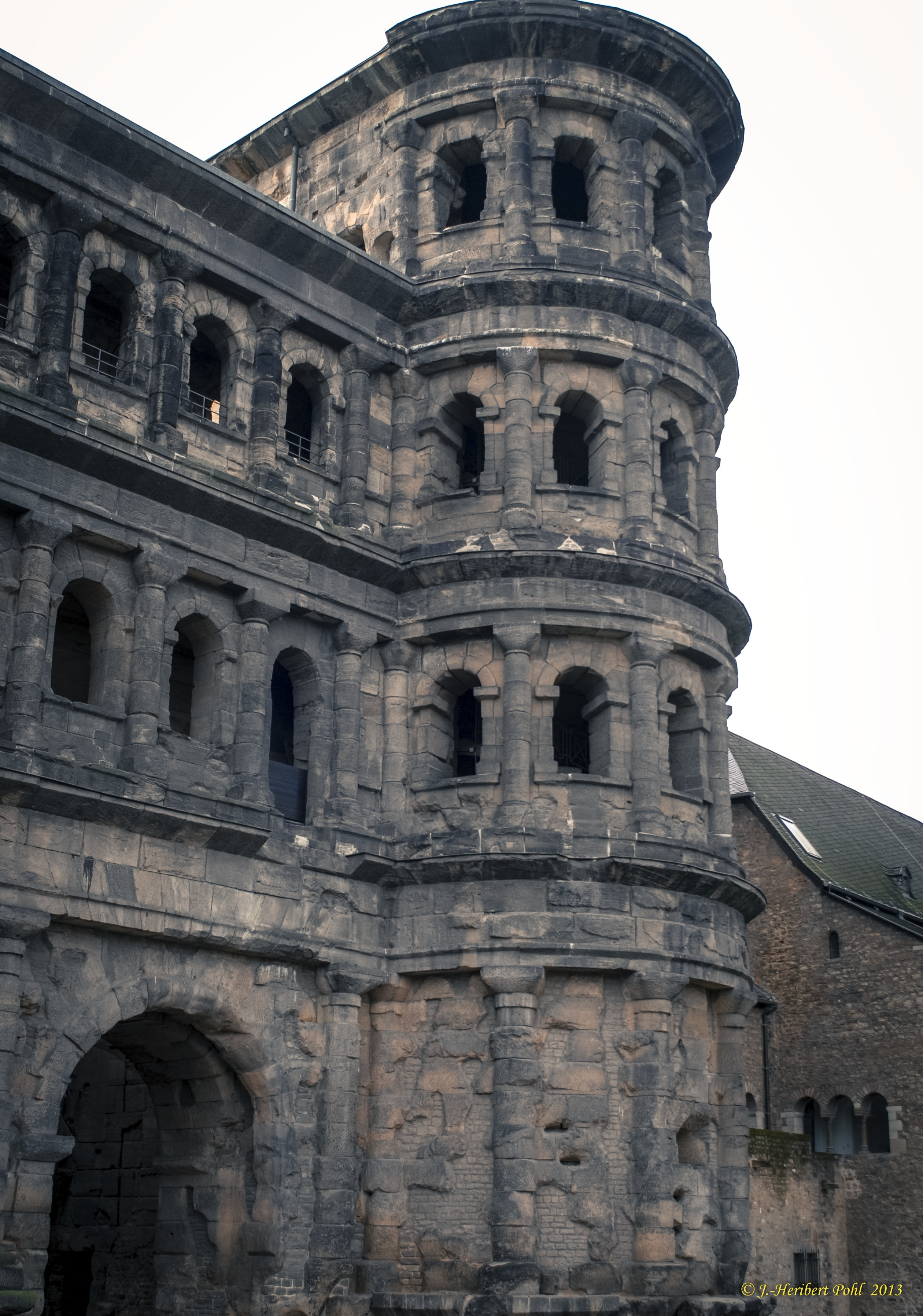
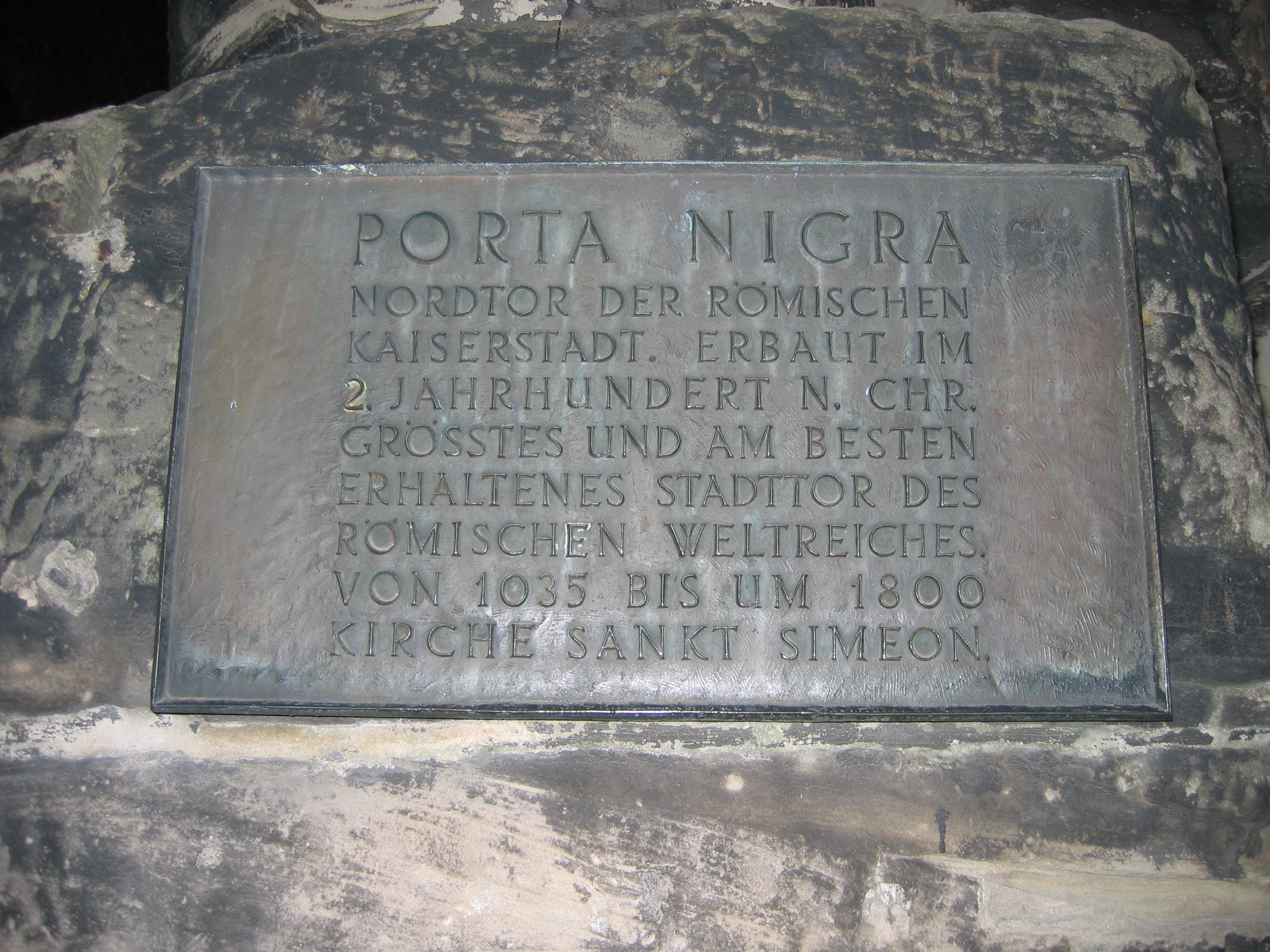